# Francis Delivré
Francis Delivré, né le 19 août 1948 à Neufchâteau (Vosges), est un sculpteur, peintre, illustrateur, dessinateur de presse, graphiste et auteur.

## Biographie
Il est descendant du peintre, dessinateur et graveur français Édouard Detaille (1848-1912).
Il a été professeur à l'École nationale supérieure des Arts Décoratifs de Paris (ENSAD), à l'École des Beaux Arts de Rennes, à l'ATEP (Paris) et à l'IAE de Nice.

## Œuvres

### Auteur
Magazines
- Moi, je lis (Diabolo ) no 111  Voyage en trampoline. Texte de Francis Delivré, illustré par Catherine Nouvelle.  Pages de 3 à 41. Éditions Milan.
- Toupie no 120 (Septembre 1995) Cahier central sur 8 pages : conception, textes et illustrations intitulés « Pourquoi ? » « Parce que » « En effet » « Et voilà » Éditions Milan

Articles

### Illustrations
Livres
- Élisabeth Brami (ill. Francis Délivré), Le dico des sorcières, Paris, Hachette jeunesse, 1994, 215 p. (ISBN 2-01-223016-4, BNF 35747263)
- Zeineb Dhaouri-Bauer (ill. Francis Délivré), Des mots et des fleurs, Paris, Flammarion, 2001, 105 p. (ISBN 2-7441-4904-7, BNF 37650585)
- Jean-Paul Ampe (ill. Francis Delivré), Humeurs d'assiette ! : un livre à picorer, Paris, Hermé, 2002, 127 p. (ISBN 2-86665-356-4, BNF 38928377)
- Xavier Parmentier (ill. Francis Délivré), Une boussole sur l'échiquier, Montpellier, Olibris, 2005, 323 p. (ISBN 2-916340-02-5, BNF 40155228)

Articles

### Sculptures
Sculptures de bronze :
- 1980 : La Main d'Or, création de l'oscar en bronze destiné à récompenser chaque année les meilleurs jeunes stylistes dans le domaine de la mode au Salon du Prêt-à-Porter à Paris. Commande de Pennel et Flipo. Fonderie de Saint-Maur.
- 1985 : Le Combat de coqs, trophée commandé par Bernard Pivot pour le championnat de France d'orthographe.
- Le Défi Haltérophile tiré à 1/8 et dont 1 exemplaire a été acheté par le Musée national du Sport (Paris) et désormais à Nice[3].
- Balle dans le filet acheté par le musée national du Sport (Paris) et désormais à Nice[4].

## Expositions

### Expositions personnelles
- 1984 : Bibliothèque Georges Duhamel, Mantes-la-Jolie ;
- 2009 : Invité d'honneur du 2e Salon des Arts, Maisons-Laffitte ;
- 2010 : Galerie Étienne de Causans, rue de Seine, Paris ;
- 2013 : Galerie Ad Hoc Corner[5] à Saint-Paul-de-Vence, exposition de sculptures.

### Expositions collectives
- 1972 Galerie Arts et Lettres, Nancy
- 1975 : Xe Biennale Internazionale del Bronzetto Dantesco, Centro Dantesco, Ravenne (Italie)
- 1983 : IVe Biennale du Petit Format, Dreux
- 1988-1989 Exposition collective  100 bronzes, Galerie Sculptures, Paris
- 2013 : Galerie d'Art Ferrero, Nice[6]

## Distinctions
- 1974 : Lauréat du Grand Prix de l’Humour Espoir Hebdo